# Antirrhinum charidemi
El dragoncillo del Cabo de Gata, boca de dragón, conejito del Cabo, perrito (Antirrhinum charidemi), es un endemismo almeriense, herbácea perenne de no más de 30 o 35 centímetros de altura de la familia de las plantagináceas. Descubierta por el botánico danés Johan Martin Christian Lange (1818-1898) en 1882 en el barranco El Sabinal (Níjar), provincia de Almería, España.

## Morfología
Planta pubescente. Presenta tallos frágiles y enmarañados, de color verde intenso y hojas carnosas, opuestas (las superiores alternas), de unos 2 cm, ovaladas, con ápice romo. Flores en inflorescencia racemosa, labiadas (el labio superior bilobulado y el inferior trilobulado), hermafroditas, zigomorfas, de corola (llamada por su forma « personada »), de pétalos de unos 2 cm de color rosa, a amarillo en garganta y paladar, con venas rojas oscuras, en racimos simples. Su forma da nombre a esta planta. Cáliz de color verde y piloso. Androceo con 4 estambres. Pistilo de 2 carpelos. Su fruto es una pequeña cápsula ovoide de menos de 1 cm, dehiscente, que libera diminutas semillas de color negro.

## Ecología

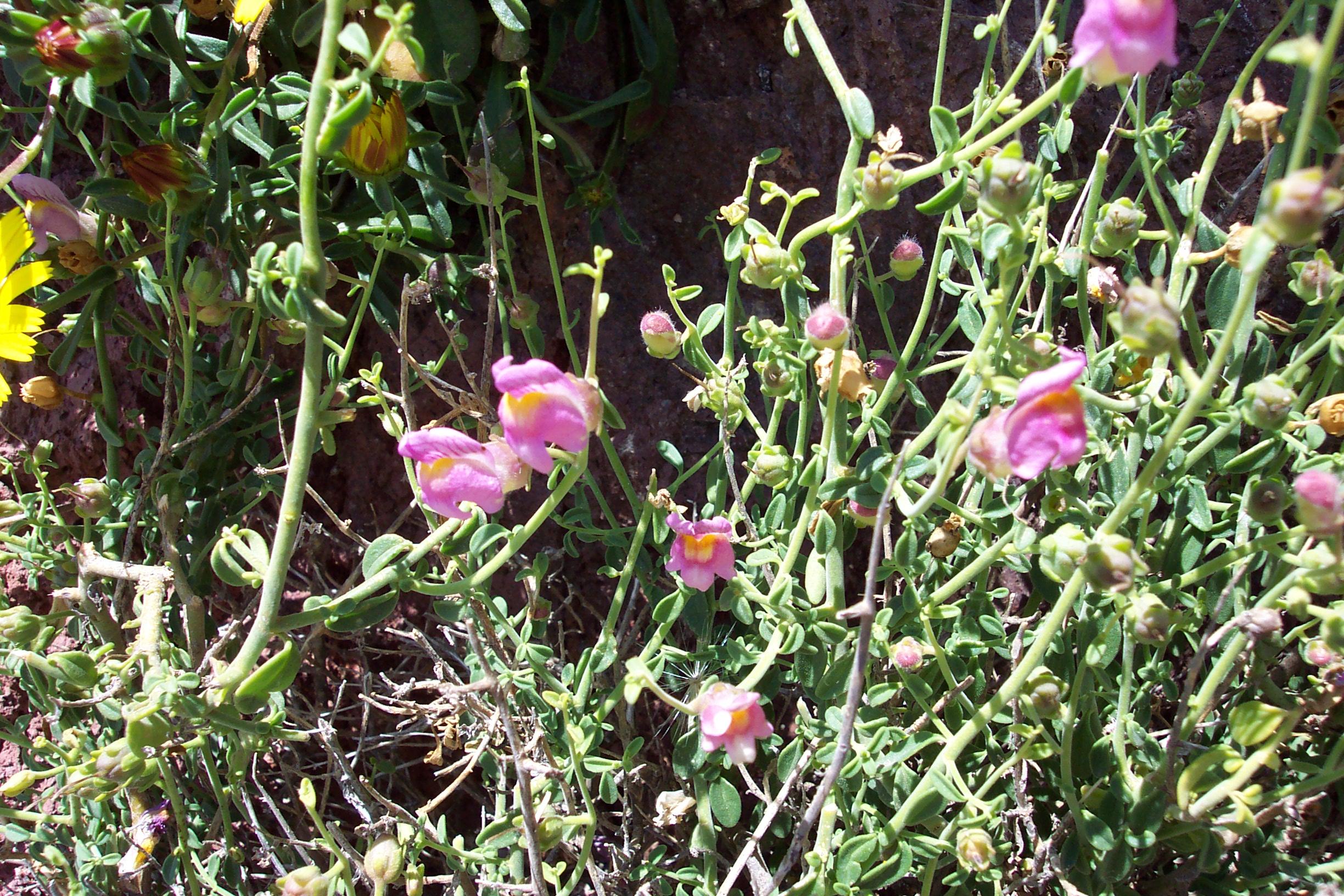
Dragoncillo del Cabo de Gata.

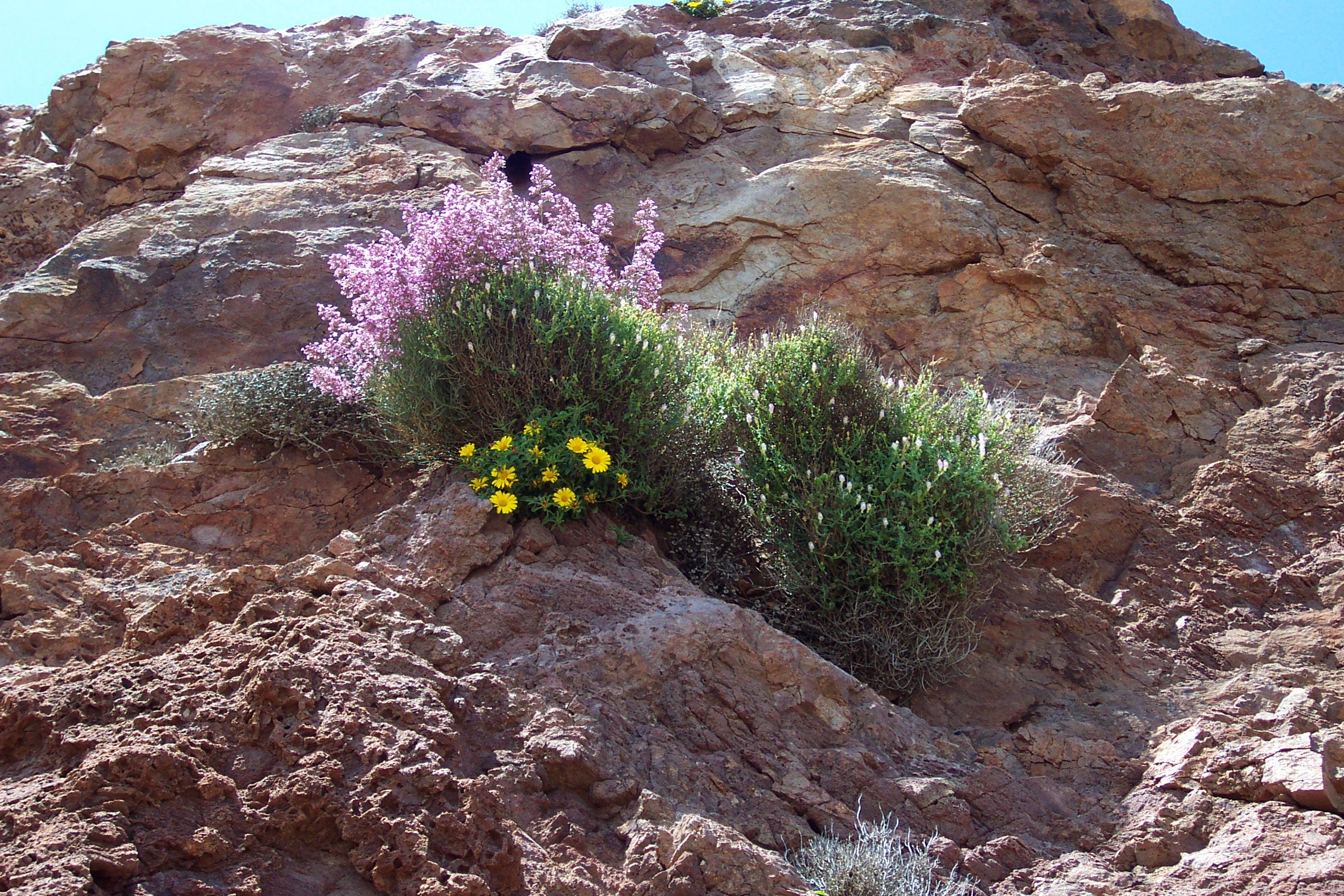
En su hábitat

Es un endemismo exclusivo del Cabo de Gata en Almería, España. Esta planta está incluida en la “Lista Roja de la Flora Vascular de Andalucía”. Es una planta rupícola por excelencia, crece sobre las rocas y las paredes volcánicas del Cabo de Gata, en cualquier fisura o talud formado por lava de material neutro o ácido, cerca del mar. Puede localizarse hasta una altitud de 440 metros del piso termomediterráneo.
Florece durante todo el año, teniendo su máximo entre los meses de marzo y mayo. Se reproduce por semilla.

## Estado de conservación
Se encuentra en peligro de extinción por las construcciones del litoral o el turismo descontrolado. Está protegida legalmente en Andalucía y figura en la lista de especies que requieren una protección estricta y para las que es necesario designar zonas especiales de conservación. Es ramoneada por el ganado de la zona. Incluida en la lista del PORN de la Junta de Andalucía.

## Taxonomía
Antirrhinum charidemi fue descrita por Johan Martin Christian Lange y publicado en Vidensk. Meddel. Naturhist. Foren. Kjøbenhavn (1881) 99.
Citología
Número de cromosomas de Antirrhinum charidemi (Fam. Scrophulariaceae) y táxones infraespecíficos: 2n=16
Etimología
Antirrhinum: nombre genérico que deriva de las palabras griegas anti = "como" y rhinon = "nariz," a causa de que las flores parecen apéndices nasales.
charidemi: epíteto genitivo del latín, «del Cabo de Gata» (llamado «Promontorium Charidemi» en la antigüedad).
Sinonimia
- Antirrhinum majus subsp. charidemi (Lange) Malag.[9]

## Nombre común
- Castellano:  boca de dragón, conejito, dragoncillo del Cabo de Gata, dragoncillo del cabo de Gata.[10]